# Козюта Роман Олегович
Рома́н Оле́гович Козю́та (нар. 25 листопада 1987, Севастополь, СРСР) — український футболіст, гравець в пляжний футбол. 

## Біографія
Вихованець качинської футбольної школи, починав кар'єру в Севастополі, встигнувши пограти в кількох севастопольських клубах, в тому числі «Байдарська долина» і ФК «Радгосп ім. Поліни Осипенко». Був запрошений тренером в ПФС (Севастополь) на початку 2007 року. Захищав кольори ПФС (Севастополь) в чемпіонаті України з футзалу. В подальшому, з початком сезону перемкнувся з футзалу на пляжний футбол.
З 2013 року виступає за ФК «Танго» в чемпіонаті Севастополя з футболу. Володар Кубка Севастополя 2013 року, а також Суперкубку Севастополя 2014 року.